# The Way of the Fist
The Way of the Fist är det amerikanska metal-bandet Five Finger Death Punch debut-studioalbum. Det släpptes den 31 juli 2007.

## Låtlista
1. "Ashes" - 3:44
2. "The Way of the Fist" - 3:58
3. "Salvation" - 3:20
4. "The Bleeding" - 4:28
5. "A Place to Die" - 3:40
6. "The Devil's Own" - 4:12
7. "White Knuckles" - 4:09
8. "Can't Heal You" - 3:03
9. "Death Before Dishonor" - 3:54
10. "Meet the Monster" - 4:23